# Castagnac
Castagnac (em occitano:  Castanhac) é uma comuna francesa na região administrativa da Occitânia, no departamento do Alto Garona. Estende-se por uma área de 10.77 km², com 283 habitantes, segundo o censo de 2018, com uma densidade de 26 hab/km².